# Jet Generation
Jet Generation ist ein deutscher Kriminalfilm aus dem Jahre 1967 von Eckhart Schmidt mit Dginn Moeller und Roger Fritz in den Hauptrollen.

## Handlung
Im "Swinging München" der ausgehenden 1960er Jahre: Die junge Millionärstochter Carroll Buchheim, eine Amerikanerin, ist aus den USA nach Deutschland geflogen, um ihren Bruder zu besuchen, der hier lebt. Seit vier Monaten wird er vermisst, er ist spurlos verschwunden. Bei ihren Nachforschungen stößt sie auf Raoul Malsen. Der zynische, junge Modefotograf gilt als der hippste Bildgestalter seiner Zunft, sein eigener Style macht ihn zum gefragten Fotografen der nihilistischen Jet Generation jener Zeit.
Raoul, so erfährt Carroll, soll ein guter Freund ihres Bruders gewesen sein. Rasch gerät sie in Raouls Bann. Dieser nimmt sich die Frauen, wie er will. Carroll verliebt sich in den ebenso selbstverliebt-smarten wie arroganten Starfotografen und verfällt ihm zusehends – auch als sie erfahren muss, dass er ganz offensichtlich Schuld am Tod ihres Bruders trägt. Raoul zieht sie ins Bett, stößt sie anschließend zurück, um sie dann wieder zu sich zu holen. Carroll sieht sich nicht imstande, sich zu wehren und sich von ihm zu lösen. Sie sagt: "Ich bin glücklich mit dem Mann, der meinen Bruder auf dem Gewissen hat."

## Produktionsnotizen
Jet Generation, auch bekannt unter dem Langtitel Jet Generation – Wie Mädchen heute Männer lieben, entstand vom 12. August bis zum 10. Oktober 1967 in München und Umgebung sowie am Starnberger See. Am 23. Januar 1968 passierte der Streifen die FSK-Prüfung, die Uraufführung war am 25. Januar 1968 in Frankfurt am Main. Finanziert hat Produzent und Hauptdarsteller Fritz den Film mit den Einnahmen aus seinem abendfüllenden Regie- und Produktionsdebüt Mädchen, Mädchen.
Für den 29-jährigen Regisseur Eckhart Schmidt war dies sein Kinospielfilm-Debüt. Bei der Hauptdarstellerin Dginn Moeller handelte es sich um ein Model. Jet Generation sollte ihr einziger Film bleiben. Joseph Vilsmaier arbeitete als Assistent Kameramann Gernot Roll zu. Peter Genée hatte die Herstellungs- und Produktionsleitung.
Der Film erschien nie auf VHS oder DVD. Erst am 24. Januar 2020 wurde der Film auf Blu-ray in einer leicht längeren Fassung veröffentlicht. Gleichzeitig erschienen zwei weitere Filme von Roger Fritz.

## Kritik
„Gleich der Debüt-Film stürzt den jungdeutschen Autor-Regisseur Eckhardt Schmidt, 29, in Konflikt mit einem Alt-Cineasten: Sein fashionables Krimi-Stück um eine Generation zwischen Jet und Bett ist eine kleine Kopie von Antonionis "Blow up". (…) Der technisch passable Erstling führt das jungdeutsche Kino auf bislang unerklommene Gipfel von Chic und Extravaganz; aber weil er nichts zu sagen hat, klimmt er cinéasthmatisch.“

„Versuch einer Selbstdarstellung der jungen Generation von heute, oberflächlich, standpunktlos und ohne kritische Reflexion (…) Der Film propagiert Leitbilder, die nicht der gesellschaftlichen Wirklichkeit entsprechen; ein zynisches Traumfabrik-Produkt.“

„Eckhart Schmidts erster Langfilm ist bemüht, dem Lebensgefühl der 60er Jahre mit den Mitteln des Kommerzkinos beizukommen. Er bietet jedoch kaum mehr als eine Aneinanderreihung modischer Allgemeinplätze vor der schicken Kulisse eines Swinging München", stilistisch allzusehr an Antonionis "Blow Up" orientiert.“

„Inhaltlich dürftiges und wenig überzeugendes Erstlingswerk, das so oberflächlich, schön und verlogen wirkt wie die Reklame und einen entsprechend zwiespältigen Eindruck hervorruft.“